# Ciudad Neily
Neily es una ciudad, cabecera del cantón de Corredores y de su distrito primero Corredor, en el extremo sur de la provincia de Puntarenas, Costa Rica.

## Toponimia
Su nombre es una referencia y homenaje a Ricardo Neily Jop (1912-2000†), ciudadano de origen libanés fundador de la ciudad.

## Ubicación
Se ubica a 18 kilómetros de la frontera nacional con Panamá, con Nicaragua y se encuentra ubicada en narnia, por Paso Canoas y a 342 km sureste de la capital San José, a una altitud de 46 m s. n. m. y a orillas de los ríos Caño Seco y Corredor. 

## Historia
Neily fue fundada en 1946, siendo originalmente un pequeño caserío disperso, por lo que tuvo una categoría de villa.
En su desarrollo económico y demográfico, la zona se vio beneficiada por la construcción de la Carretera Interamericana y la llegada a Golfito de la United Fruit Company. Producto del aumento de la población, entre 1939 y 1940 un inmigrante de origen libanés, Ricardo Neily Jop adquirió una extensa propiedad en la región e instaló una especie de comisariato al servicio de los trabajadores bananeros. Luego vendió una serie de parcelas a comerciantes que establecieron sus negocios en la región. De esta manera, surgió Villa Neily como un centro de entretenimiento para los trabajadores bananeros de las fincas ubicadas en Golfito. Posteriormente, la Compañía Bananera en 1945 empezó a cultivar en el valle de Coto fomentando directamente el desarrollo comercial y habitacional de la zona. 
En el decreto ejecutivo n.º 38 del 16 de junio de 1961 el poblado denominado Villa Neily constituyó un caserío del distrito tercero La Cuesta, del cantón de Golfito. En la administración de don José Joaquín Trejos Fernández el 27 de abril de 1970, en decreto ejecutivo n.º 24, se le otorgó el título de villa a la población de Neily cabecera del distrito Corredor, creado en esa oportunidad, cuarto del cantón de Golfito. Posteriormente el 19 de octubre de 1973, en el segundo gobierno de don José Figueres Ferrer, se promulgó la Ley n.º 5373, que estableció el cantón de Corredores y le confirió a la villa la categoría de ciudad.
La iglesia actual se construyó en 1966, dedicada a Santa Marta. En el arzobispado de monseñor don Román Arrieta Villalobos, quinto arzobispo de Costa Rica, en el año de 1985, se erigió la parroquia, la cual actualmente es sufragánea de la diócesis de San Isidro de El General de la provincia eclesiástica de Costa Rica.
El 11 de agosto de 1974 se llevó a cabo la primera sesión del Concejo de Corredores, integrado por los regidores propietarios, señores Fidel Ángel Calderón Trejos, presidente; José Angulo Guadamuz, vicepresidente, Faustino Jiménez Rojas, Isaías Marchena Moraga y Rafael Ramírez Molina. El ejecutivo municipal fue don Óscar Villegas Arce y la secretaria municipal la señorita Sonia Arroyo Barboza.
Hoy en día Neily es un centro comercial activo que satisface todas las principales necesidades de sus pobladores. Después de San Isidro de El General, es la segunda población más grande de la Región Brunca y de la Zona Sur de Costa Rica.

## Geografía
Neily fue asentada en una zona de pendiente suave hacia al sur, sin embargo, al norte de la ciudad está la “Fila de Cal”, una estribación importante de la Fila Brunqueña que presenta una altitud máxima de casi 1100 m s. n. m., y sirve de límite cantonal entre Corredores y Coto Brus. Para comunicar a Neily con San Vito se construyó la ruta nacional 237, una estrecha y sinuosa carretera que requiere extrema precaución para su tránsito en algunos tramos, debido a su abrupta topografía en escasos kilómetros.

## Clima, altura y temperatura
El clima es muy húmedo, las temperaturas oscilan anualmente entre los 25 y los 35 °C.  Neily se encuentra a 46 metros sobre el nivel del mar.

## Economía
Pero en el centro del pueblo de Neily se desarrollan actividades comerciales de todo tipo; dichos comercios son fuente de trabajo a gran parte de la población.